# Novell NetWare
Novell Netware és un sistema operatiu de xarxa, una de les plataformes de servei per oferir accés a la xarxa i els recursos d'informació, sobretot pel que fa a servidors d'arxius. La retirada en 1995 de Ray Noorda, i la manca de màrqueting de Novell van fer que el producte perdés mercat, encara que no vigència pel que s'ha anunciat suport sobre aquest sistema operatiu fins a l'any 2015.
Netware va ser impulsat per Novell sota la presidència (1983 a 1995) de Ray Noorda, qui va morir a l'octubre de 2006, i era considerat com un dels primers executius de l'alta tecnologia que es va enfrontar amb èxit al domini de Microsoft en les computadores de sobretaula. Sota la seva direcció, Novell va créixer de 17 a 12. 000 empleats i es va convertir en una de les companyies tecnològiques més importants que van aparèixer en la dècada de 1980.
Ray Noorda, "Va ajudar a l'extensió de la computadora personal construint Netware, un reeixit sistema per compartir arxius, que ara és el model de les xarxes d'àrea local", va assenyalar el president de Dell, Michael Dell.
A més del servidor de xarxa pròpiament dit, es van comercialitzar productes addicionals: Netware for SAA (Connectivitat amb MainFrames), Netware Connect (Connexió de clients via mòdem), MPR MultiProtocol Router (Interconnexió de xarxes), etc.